# 대단한 도전
《대단한 도전》은 일요일 일요일 밤에(이하 일밤)의 한 코너로 이경규, 김용만, 박수홍, 윤정수, 조형기, 이윤석이 출연하여 매주 다른 게스트들과 경규팀 용만팀으로 팀을 나눠 스포츠 및 무술 등을 대결하는 코너이다.
2002년 가을부터 방송을 계속 이어가다가, 성우였던 故 장정진의 사고 이후 MBC가 위험 요소가 있는 코너들의 폐지 계획에 따라 2005년 초 막을 내렸다.

## 기타 사항
- 한편, 앞서 언급한 사람들 중 박수홍은 해당 코너가 속한 <일요일 일요일 밤에>를 통해 MBC TV 오락 프로그램 진출을 한 것 외에도[2] 해당 코너가 신설된 2002년 가을 개편 때 KBS 2TV 주주클럽 메인 MC를 맡아[3] 1998년 10월부터 메인 사회자로 활동한 SBS 좋은 친구들에서 2002년 가을 하차했다.